# 情场现形记
《情场现形记》（英語：Foolish Wives，又译《愚妻》）是一部1922年的美国无声剧情电影，由艾利·馮·史托洛海姆编剧和导演。虽没有正式署名，当年22岁的欧文·托尔伯格负责制片，他后来成为了史上最著名的制片人之一。
本片于1922年上映，是当时制作费用最昂贵的电影，由环球影业投资的好莱坞“第一部百万美元”电影。馮·史托洛海姆起初想让电影长达6到10小时，分两晚放映，但环球的主管们反对这个想法。在上映前项目老板大幅地删减了影片。
2008年，本片因其在“文化、历史和审美方面的显著成就”，被美国国会图书馆列入国家电影登记部下属的国家电影保存委员会保护电影名单。